# ضباب جليدي

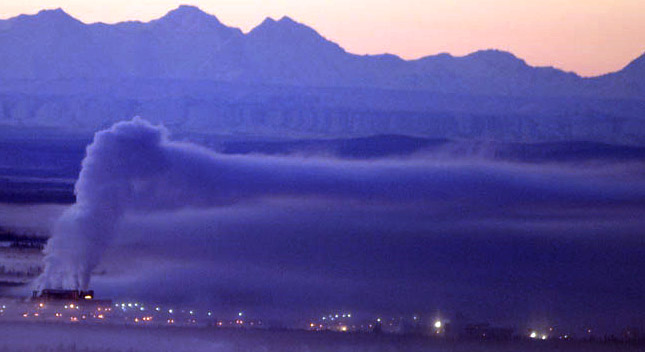
ضباب جليديّ في (فيربانكس (ألاسكا) في شتاء 2005، وكانت الحرارة في ذلك اليوم -30 فهرنهايت. لاحظ السراب في قاعدة (سلسلة جبال ألاسكا)

ضَبَاب جَلِيديّ تكاثف بلّورات الثلج الدقيقة المعلقة في الهواء فيما يشبه الضباب.